# Afro Jetz
Afro Jetz – szwedzki zespół punkrockowy, w którym udzielał się Dennis Lxyzén zanim utworzył Step Forward, Refused i inne zespoły. Piosenka D.R.S.S. (Dirty Rotten Skate Society), została nagrana ponownie przez Refused. Utwór ten znajduje się na płycie The E.P. Compilation, a pochodzi z minialbumu This is the New Deal.